# Shoot to Thrill
Shoot to Thrill е втората песен от албума Back in Black на хардрок групата Ей Си/Ди Си (AC/DC). Тази песен е включена и в абумите Live и Live: 2 CD Collector's Edition.

## Състав
- Брайън Джонсън – вокали
- Ангъс Йънг – соло китара
- Малколм Йънг – ритъм китара, беквокали
- Клиф Уилямс – бас китара, беквокали
- Фил Ръд – барабани

- Продуцент – Джон „Мът“ Ланг (John Mutt Lange)